# Justin Bieber: Never Say Never
Pour les articles homonymes, voir Never Say Never.
Série Justin Bieber
Justin Bieber's Believe
(2013)
Pour plus de détails, voir Fiche technique et Distribution.
Justin Bieber: Never Say Never est un film de concert américain consacré au chanteur canadien Justin Bieber réalisé par Jon Chu et sorti le 11 février 2011.

## Synopsis
Never Say Never est un film documentaire racontant la vie de Justin Bieber, qui est devenu un phénomène mondial avec les jeunes. On y découvre son parcours, de Stratford au Canada où il jouait dans la rue, jusqu’à son concert à guichets fermés au Madison Square Garden. Never Say Never est dédié à ses fans.

## Fiche technique
- Titre : Justin Bieber: Never Say Never
- Réalisation : Jon Chu
- Musique : Deborah Lurie
- Photographie : Reed Smoot
- Montage : Jay Cassidy, Jillian Moul et Avi Youabian
- Production : Justin Bieber, Scooter Braun, Dan Cutforth, Jane Lipsitz, L.A. Reid et Usher
- Société de production : Paramount Pictures, Scooter Braun Films, L. A. Reid Media, AEG Live, Insurge Pictures, Island Def Jam Music Group, MTV Films et Magical Elves Productions
- Société de distribution : Paramount Pictures (France) et Paramount Pictures (États-Unis)
- Pays :  États-Unis
- Genre : Film de concert
- Durée : 105 minutes
- Dates de sortie : 
  -  États-Unis : 11 février 2011
  -  France : 23 février 2011

## Distribution
Jouant leur propre rôle :
- Justin Bieber (VF : Alexandre Nguyen)
- Miley Cyrus (VF : Camille Donda)
- Boyz II Men
- Sean Kingston
- Snoop Dogg
- Ludacris
- Jaden Smith
- Usher
- Diane Dale
- Bruce Dale
- Ryan Good
- Allison Kaye
- Carin Morris
- Scrappy Stassen
- Kenny Hamilton
- Scooter Braun

## Production

### Musique
La chanson principale de la bande originale du film est la chanson Never Say Never, de Justin Bieber et Jaden Smith.

#### Bande originale
1. Love Me
2. Bigger
3. U Smile (feat. Boyz II Men)
4. Eenie Meenie (feat. Sean Kingston)
5. Runaway Love
6. One Time
7. Somebody To Love (feat. Usher)
8. One Less Lonely Girl
9. Never Let You Go
10. Overboard (feat. Miley Cyrus)
11. Never Say Never (feat. Jaden Smith)
12. Down To Earth
13. Baby (feat. Ludacris)

## Distinctions

### Récompenses
- Razzie Awards 2011[réf. nécessaire]

### Nominations
- 54e cérémonie des Grammy Awards[réf. nécessaire]

## Réception critique
Selon les pays, Justin Bieber : Never Say Never reçoit des critiques globalement mitigées. Ayant reçu des critiques plutôt positives aux États-Unis, l'agrégateur Rotten Tomatoes rapporte 64 % des 187 critiques ayant donné un avis positif sur le film, avec une moyenne passable de 5,8/10 . La critique qui fait le plus consensus est « Comme documentaire sur une tournée, c'est plutôt pas inspiré, mais comme un aperçu en 3-D sur une étoile montante de la culture pop, Never Say Never est indéniablement divertissant » . L'agrégateur Metacritic donne une note de 52 sur 100 indiquant des « critiques mitigées » .
Sur Allociné, il obtient une note de 2,3/5 pour les critiques spectateurs, et 2,1/5 pour les critiques presse.